# Iridopsis delicata
Iridopsis delicata là một loài bướm đêm trong họ Geometridae.